# Selecția Națională 2018
Die 22. Selecția Națională 2018 war der rumänische Vorentscheid zum Eurovision Song Contest 2018 in Lissabon (Portugal). Das Finale fand am 25. Februar 2018 statt, in dem die Gruppe The Humans mit dem Lied Goodbye gewann.

## Format

### Konzept
Anlässlich des 100-jährigen Bestehen Rumäniens kündigte TVR einen groß angelegten Vorentscheid an. Insgesamt gab es, ähnlich wie beim schwedischen Melodifestivalen, im Januar und Februar 2018 fünf Halbfinale sowie ein Finale in sechs verschieden rumänischen Städten. Das Finale wurde am 25. Februar 2018 ausgetragen. Im Halbfinale entschied eine fünfköpfige Jury über die drei Interpreten, die sich für das Finale qualifizierten. Dort traten dann 15 Teilnehmer an, die sich einer Televotingabstimmung stellen mussten.

### Beitragswahl
Zwischen dem 15. November und dem 15. Dezember 2018 hatten Komponisten die Gelegenheit, einen Beitrag beim rumänischen Fernsehen TVR einzureichen. Insgesamt wurden 72 Beiträge eingereicht. Im Rahmen einer Auditionam 19. und 20. Dezember 2017 traten alle 72 Interpreten mit ihren Liedern vor einer fünfköpfigen Jury aus.  Sie bestand aus den folgenden Mitgliedern:
- Liliana Ștefan (Texterin des rumänischen Beitrags beim Eurovision Song Contest 1998)
- Virel Gavrilă (Komponistin und Dirigentin)
- Ilinca Băcilă (Sängerin, Teilnehmerin beim Eurovision Song Contest 2017)
- Nicu Patoi (Musiker, Begleitung von Mălina Olinescu beim Eurovision Song Contest 1998)
- Marian Ionescu (Musiker, Komponist und Gründer der Band Direcția 5)

60 der 72 Beiträge qualifizierte sich für die fünf Halbfinals, die am 22. Dezember 2018 präsentiert wurden. Die Auditions wurden am 12., 13. und 14. Januar 2018 auf TVR 1 sowie in der Wiederholung am 13., 14. und 15. Januar 2018 auf TVR HD übertragen.
Am 9. Januar 2018 verkündete TVR, dass Freia und ihr Lied Fix Me disqualifiziert werden musste, da das Lied bereits vor dem 1. September 2017 in China veröffentlicht wurde. Tomer Cohen rückte mit seinem Lied Baby You're the Only One nach.

### Sendungen
| Focșani |

| Timișoara |

| Craiova |

| Turda |

| Sighișoara |

| Bukarest |

| Sendung      | Sendedatum       | Stadt      | Austragungsort                            |
| ------------ | ---------------- | ---------- | ----------------------------------------- |
| Semifinala 1 | 21. Januar 2018  | Focșani    | Teatrul Municipal „Maior Gheorghe Pastia“ |
| Semifinala 2 | 28. Januar 2018  | Timișoara  | Nationaltheater und Opernhaus Timișoara   |
| Semifinala 3 | 04. Februar 2018 | Craiova    | Teatrul Național „Marin Sorescu“          |
| Semifinala 4 | 11. Februar 2018 | Turda      | Salina Turda                              |
| Semifinala 5 | 18. Februar 2018 | Sighișoara |                                           |
| Finala       | 25. Februar 2018 | Bukarest   | Sala Polivalentă                          |

## Halbfinale

### Erstes Halbfinale

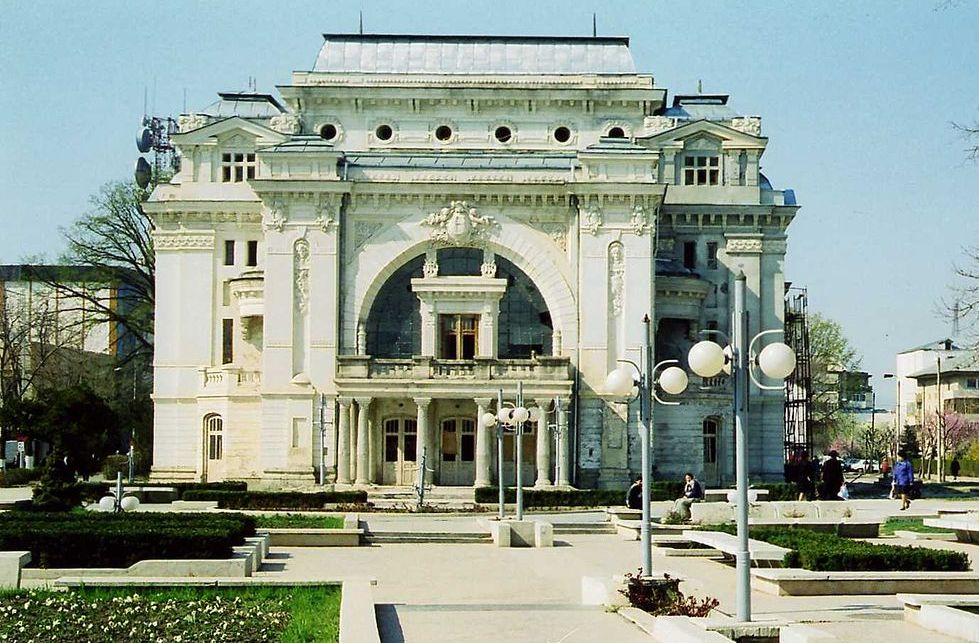
Teatrul Municipal „Maior Gheorghe Pastia“

Das erste Halbfinale (Semifinala 1) fand am 21. Januar 2018, 21:10 Uhr (EET) in Focșani statt. Die Sendung wurde durch Luminița Anghel eröffnet. Sie sang das Lied Hora din Moldova, den moldauischen Beitrag beim Eurovision Song Contest 2009 in Moskau. Begleitet wurde sie vom Țara Vrancei Folk Ensemble. Während einer 30-minütigen Pause trat die Band Pasărea Rock auf. Die Greenroom Moderatorin übernahm die Moderatorin Anca Medeleanu.
| Platz | Startnr. | Interpret        | Lied Musik (M) und Text (T)                                                               | Sprache          | Übersetzung (Inoffiziell)                   | Juryvoting              | Juryvoting              | Juryvoting              | Juryvoting              | Juryvoting              | Gesamt                  |
| Platz | Startnr. | Interpret        | Lied Musik (M) und Text (T)                                                               | Sprache          | Übersetzung (Inoffiziell)                   | Marian Ionescu          | Liliana Ștefan          | Nicu Patoil             | linca Băcilă            | Viorel Gavrilă          | Gesamt                  |
| ----- | -------- | ---------------- | ----------------------------------------------------------------------------------------- | ---------------- | ------------------------------------------- | ----------------------- | ----------------------- | ----------------------- | ----------------------- | ----------------------- | ----------------------- |
| 01.   | 06       | Alexia & Matei   | Walking on Water M: Mihai Alexandru; T: Alina Todașcă-Dascălu                             | Englisch         | Auf Wasser laufen                           | 12                      | 12                      | 7                       | 10                      | 12                      | 53                      |
| 02.   | 09       | Echoes           | Mirror M: Liviu Elekes, Claudiu Dănăilă; T: Claudiu Dănăilă, Pavel Petricenco             | Englisch         | Spiegel                                     | 6                       | 7                       | 10                      | 7                       | 8                       | 38                      |
| 03.   | 11       | Eduard Santha    | Mesom romales M: Alexandru Luft, Eduard Santha; T: Eduard Santha                          | Englisch, Romani | Ich bin Rumäne                              | 1                       | 5                       | 12                      | 12                      | 5                       | 35                      |
| 04.   | 08       | Johnny Bădulescu | Devoted M/T: Michael James Down, Primoz Poglajen, Jonas Gladnikoff                        | Englisch         | Hingebungsvoll                              | 2                       | 6                       | 6                       | 8                       | 10                      | 34                      |
| 05.   | 01       | Alex Florea      | Nobody Told Me It Would Hurt M: Jonas Thander; T: Aidan O’ Connor                         | Englisch         | Niemand sagte mir, es würde weh tun         | 4                       | 8                       | 6                       | 6                       | 4                       | 28                      |
| 06.   | 10       | Elena Turcu      | The Perfect Fall M/T: Marian Nica, NAVI                                                   | Englisch         | Der perfekte Fall                           | 10                      | 10                      | 2                       | 2                       | 3                       | 27                      |
| 07.   | 02       | Lina             | A Love Worth Falling For M: Lina Sandén, Gustav Nilsson, Johan Smith; T: Lina Sandén      | Englisch         | Eine Liebe, für die es sich lohnt zu fallen | 8                       | 3                       | 3                       | 4                       | 6                       | 24                      |
| 08.   | 05       | Hellen           | From Underneath M/T: John Ballard, Magnus Hyden                                           | Englisch         | Von unten                                   | 7                       | 4                       | 4                       | 5                       | 2                       | 22                      |
| 09.   | 04       | Liviu Anghel     | Rise Up M: Bogdan Păunescu, Liviu Anghel; T: Ana-Maria Mirică                             | Englisch         | Aufsteigen                                  | 3                       | 2                       | 5                       | 3                       | 7                       | 20                      |
| 10.   | 07       | Waleska          | Reborn M/T: Waleska Díaz González                                                         | Spanisch         | Wiedererweckung                             | 5                       | 1                       | –                       | –                       | 1                       | 07                      |
| 11.   | 03       | CornEL           | Take Me Away M: Ștefan-Suraj Trandafir, Cornel-Ionuț Ciubotaru; T: Cornel-Ionuț Ciubotaru | Englisch         | Bringe mich weg                             | –                       | –                       | 1                       | 1                       | –                       | 02                      |
| –     | –        | Tom Hartis       | Teardrop Rain M/T: Marius Cobianu                                                         | Englisch         | Tränen Regen                                | Teilnahme zurückgezogen | Teilnahme zurückgezogen | Teilnahme zurückgezogen | Teilnahme zurückgezogen | Teilnahme zurückgezogen | Teilnahme zurückgezogen |

 Kandidat hat sich für das Finale qualifiziert.

### Zweites Halbfinale

Nationaltheater und Opernhaus Timișoara

Das zweite Halbfinale (Semifinala 2) fand am 28. Januar 2018, 21:10 Uhr (EET) in Timișoara statt. Die Sendung wurde durch Ricardo Caria eröffnet. Er sang das Lied Amar Pelos Dois, den Siegerbeitrag des Eurovision Song Contest 2017 in Kiew. Am Ende der Sendung sang er das Lied Lisboa. Als Pausenfüller traten die Band Cargo, Lavinia Răducanu und Neda Ukraden auf. Doriana Talpeș moderierte diesmal im Greenroom. Die Stadt trug mit 200.000 RON (43.000 Euro) zur Finanzierung bei.
| Platz | Startnr. | Interpret                    | Lied Musik (M) und Text (T)                                                                              | Sprache   | Übersetzung (Inoffiziell) | Juryvoting     | Juryvoting     | Juryvoting  | Juryvoting   | Juryvoting     | Gesamt |
| Platz | Startnr. | Interpret                    | Lied Musik (M) und Text (T)                                                                              | Sprache   | Übersetzung (Inoffiziell) | Marian Ionescu | Liliana Ștefan | Nicu Patoil | linca Băcilă | Viorel Gavrilă | Gesamt |
| ----- | -------- | ---------------------------- | --- | --------- | ------------------------- | -------------- | -------------- | ----------- | ------------ | -------------- | ------ |
| 01.   | 12       | Jukebox feat. Bella Santiago | Auzi cum bate M/T: Alex Luft, Bogdan Marinescu, Cristina Dobrescu                                        | Rumänisch | Du hörst, wie es klopft   | 10             | 12             | 12          | 12           | 12             | 58     |
| 02.   | 08       | Rafael & Friends             | We Are One M: Alexandru Nucă, Rafael Ciobotaru; T: Michael James Down, Primož Poglajen, Jonas Gladnikoff | Englisch  | Wir sind Eins             | 12             | 10             | 8           | 3            | 7              | 40     |
| 03.   | 03       | MIHAI                        | Heaven M/T: Michael James Down, William Taylor, Jonas Gladnikoff, Mihai Trăistariu                       | Englisch  | Himmel                    | 4              | 5              | 10          | 10           | 10             | 39     |
| 04.   | 06       | Jessie Baneș                 | Lightning Strikes M/T: Pelle Blarke, Ellie Wyatt, Amy Amanda van der Wel                                 | Englisch  | Blitzschläge              | –              | 8              | 7           | 8            | 3              | 26     |
| 05.   | 02       | Miruna Diaconescu            | Run for You M/T: Radu Pompiu Bolfea, Marcel Prodan                                                       | Englisch  | Für dich laufen           | 6              | 4              | 1           | 6            | 5              | 22     |
| 06.   | 10       | Endless feat. Maria Grosu    | Thinking About You M/T: William Taylor, Jonas Gladnikoff                                                 | Englisch  | An dich denken            | 8              | 6              | 2           | 5            | –              | 21     |
| 07.   | 01       | Pragu' de Sus                | Te voi chema M/T: Călin Bârcean                                                                          | Rumänisch | Ich rufe dich an          | 5              | 2              | 4           | 2            | 6              | 19     |
| 08.   | 04       | Othello                      | Noi suntem pădure M: Florentin Milcof; T: Laura Sgârcitu                                                 | Rumänisch | Wir sind Wälder           | 7              | 1              | 5           | –            | 4              | 17     |
| 09.   | 09       | Serena                       | Safari M: Radu Baisan, Serena Diana Șerban, Nicolae Stan; T: Mircea Nistor                               | Englisch  | –                         | 2              | 3              | 3           | 7            | 2              | 17     |
| 10.   | 07       | Romeo Zaharia                | Maybe This Time M: Fred Endersen; T: Olaf Owre                                                           | Englisch  | Vielleicht dieses Mal     | 1              | –              | 6           | 1            | 8              | 16     |
| 11.   | 05       | Alessandro Dănescu           | Breaking Up M/T: John Ballard, Jonathan Dahl, Robin Carlsson, Marcus Holmberg                            | Englisch  | Abbrechen                 | 3              | 7              | –           | 4            | 1              | 15     |
| 12.   | 11       | Meriem                       | End the Battle M: Meriem Vizitiu, Mihail Gheorghe, Marian Achim; T: Meriem Vizitiu                       | Englisch  | Den Krieg beenden         | –              | –              | –           | –            | –              | 0      |

 Kandidat hat sich für das Finale qualifiziert.

### Drittes Halbfinale

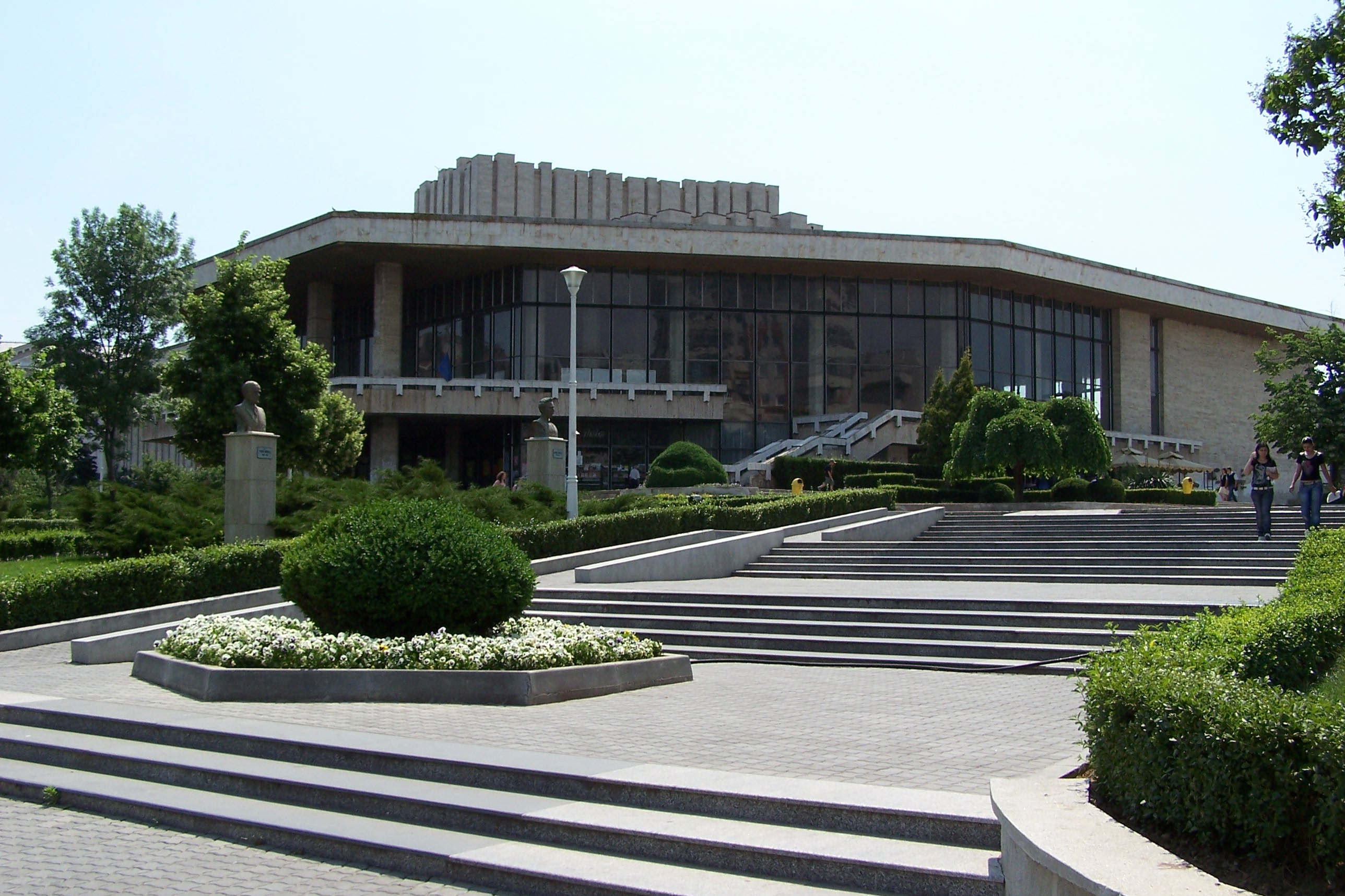
Teatrul Național „Marin Sorescu“

Das dritte Halbfinale (Semifinala 3) fand am 4. Februar  2018, 21:10 Uhr (EET) in Craiova statt. Die Pausenfüller dieses Halbfinales waren BiBi, FreeStay, Dan Helciug und Mihaela Alexa. Die Gemeinde trug mit 190.379 RON (40.795 Euro) zur Finanzierung bei. Alina Șerban moderierte im Greenroom.
| Platz | Startnr. | Interpret                       | Lied Musik (M) und Text (T) | Sprache   | Übersetzung (Inoffiziell)  | Juryvoting     | Juryvoting     | Juryvoting  | Juryvoting   | Juryvoting     | Gesamt |
| Platz | Startnr. | Interpret                       | Lied Musik (M) und Text (T) | Sprache   | Übersetzung (Inoffiziell)  | Marian Ionescu | Liliana Ștefan | Nicu Patoil | linca Băcilă | Viorel Gavrilă | Gesamt |
| ----- | -------- | ------------------------------- | --- | --------- | -------------------------- | -------------- | -------------- | ----------- | ------------ | -------------- | ------ |
| 01.   | 11       | Erminio Sinni & Tiziana Camelin | All the Love Away M: Erminio Sinni, Mauro Goldsand, Alessandro Camponeschi; T: Tiziana Camelin                                                                                   | Englisch  | Die ganze Liebe weg        | 12             | 12             | 8           | 10           | 10             | 52     |
| 01.   | 12       | Xandra                          | Try M/T: Michael James Down, Will Taylor, Jonas Gladnikoff | Englisch  | Versuchen                  | 10             | 8              | 10          | 12           | 12             | 52     |
| 03.   | 06       | Vyros                           | La La La M/T: Vladimir Cioban | Rumänisch | La La La                   | 8              | 10             | 3           | 8            | 8              | 37     |
| 04.   | 10       | Tavi Clonda                     | King M: Alex Luft, Tavi Clonda, Cristina Dobrescu, Alexandru Duma, Denisa Demian; T: Tavi Clonda, Cristina Dobrescu, Denisa Demian, Alina Colțan                                 | Englisch  | König                      | 6              | 1              | 12          | 4            | 6              | 29     |
| 05.   | 8        | Elena Hasna                     | Revival M: Ylva Persson, Linda Persson; T: Ylva Persson, Linda Persson, Dan Attlerud                                                                                             | Englisch  | Wiederbelebung             | 2              | 7              | 7           | 7            | 2              | 25     |
| 06.   | 7        | Zavera                          | Come Back to Me M: Florin Octav Ionescu, Petre Bogdan, Marian Mihai, Raluca Răducanu, Ionuț Fleancu, Vasile Simion, Marilena Ionescu, Cristian Costache; T: Florin Octav Ionescu | Englisch  | Komm zurück zu mir         | 5              | 4              | 4           | 5            | 7              | 25     |
| 07.   | 5        | Aurel Dincă                     | Fire in the Sky M/T: Aurel Dincă, Victor Solomon | Englisch  | Feuer im Himmel            | 7              | –              | 6           | 2            | 4              | 19     |
| 08.   | 02       | Carolina Gorun                  | Reach Out for the Stars M/T: Peter Jordan, Jannis Kaffka, Lenne Kaffka, Andre Bollweg                                                                                            | Englisch  | Nach den Sternen greifen   | –              | 5              | 5           | 6            | 1              | 17     |
| 09.   | 01       | Eliza Chifu                     | So Good Without You M: Valeriu Moruz; T: Doina Sclifos | Englisch  | So gut ohne dich           | 4              | 6              | –           | 3            | –              | 12     |
| 10.   | 04       | Ayona                           | The Story Goes On M/T: Ovidiu Anton | English   | Die Geschichte geht weiter | 3              | 2              | 2           | 1            | –              | 08     |
| 11.   | 03       | Mareș Pană                      | Daydreamer M: Mareș-Cătălin Pană, Georgian Mărgărit; T: Ștefan-Adrian Marin | Englisch  | Tagträumer                 | 1              | 3              | –           | –            | 3              | 07     |
| 12.   | 9        | Diana Brătan                    | Paint It Rainbow M/T: Diana Brătan | Englisch  | Male den Regenbogen        | –              | –              | 1           | –            | 5              | 06     |

 Kandidat hat sich für das Finale qualifiziert.

### Viertes Halbfinale
Das vierte Halbfinale (Semifinala 4) fand am 11. Februar 2018, 21:10 Uhr (EET) in Turda statt. Die Gemeinde Turda finanzierte die Austragung mit 140.000 RON (30.000 Euro). Die Moderatorin Loredana Corchiș moderierte im Greenroom.
| Platz | Startnr. | Interpret           | Lied Musik (M) und Text (T)                                                                 | Sprache   | Übersetzung (Inoffiziell)    | Juryvoting     | Juryvoting     | Juryvoting  | Juryvoting   | Juryvoting     | Gesamt |
| Platz | Startnr. | Interpret           | Lied Musik (M) und Text (T)                                                                 | Sprache   | Übersetzung (Inoffiziell)    | Marian Ionescu | Liliana Ștefan | Nicu Patoil | linca Băcilă | Viorel Gavrilă | Gesamt |
| ----- | -------- | ------------------- | ------------------------------------------------------------------------------------------- | --------- | ---------------------------- | -------------- | -------------- | ----------- | ------------ | -------------- | ------ |
| 01.   | 12       | Claudia Andas       | The One M: Samuel Bugia Garrido; T: Roxana Elekes                                           | Englisch  | Der Eine                     | 12             | 12             | 12          | 8            | 12             | 56     |
| 02.   | 09       | TIRI                | Deșert de sentimente M/T: Mihail Tirică                                                     | Rumänisch | Wüste der Gefühle            | 8              | 10             | 8           | 12           | 5              | 43     |
| 03.   | 10       | Feli                | Bună de iubit M: Felicia Donose, Florin Boka, Vlad Popescu, Șerban Cazan; T: Felicia Donose | Rumänisch | Guter Liebhaber              | 7              | 8              | 10          | 10           | 8              | 43     |
| 04.   | 03       | Nicoleta Țicală     | Una oportunidad M/T: Samuel Bugia Garrido                                                   | Rumänisch | Eine Gelegenheit             | 10             | 7              | 7           | 6            | 10             | 40     |
| 05.   | 07       | Lion's Roar         | Rekindle the Flame M/T: Liviu Sorescu                                                       | Englisch  | Die Flamme wieder entfachen  | 5              | 6              | 6           | 5            | 7              | 29     |
| 06.   | 08       | Ioana Ciornea       | Time After Time M: Daniel Lazăr, Dominic Cini, Christian Arding; T: Mario Farrugia          | Englisch  | Immer wieder                 | 3              | 5              | 5           | 7            | 4              | 24     |
| 07.   | 11       | Paula Crișan        | I Am Here M/T: Paula Crișan                                                                 | Englisch  | Ich bin hier                 | 4              | 4              | 2           | 1            | 6              | 17     |
| 08.   | 04       | ZØLTAN              | Dacă dragostea e oarbă M/T: Sebestyén Zoltán László                                         | Rumänisch | Wenn Liebe blind ist         | 6              | 1              | 1           | 4            | –              | 12     |
| 09.   | 05       | Alice Jeckel        | Out of the Dark M: Cezar Dometi; T: Alice Jeckel                                            | Englisch  | Aus dem Dunkeln              | 2              | 3              | 4           | 2            | 1              | 12     |
| 10.   | 01       | Bernice Chitiul     | Too Busy for My Heart M: Florin Chitiul; T: Florin Chitiul, Bernice Chitiul                 | Englisch  | Zu beschäftigt für mein Herz | –              | 2              | 3           | 3            | 3              | 11     |
| 11.   | 06       | Dan Manciulea       | Rază de soare M: Dan Manciulea; T: Dan Manciulea, Dinu Olărașu                              | Rumänisch | Sonnenstrahl                 | 1              | –              | –           | –            | 2              | 03     |
| 12.   | 02       | Cristian Simionescu | Nirvana M/T: Cristian Simionescu                                                            | Englisch  | –                            | –              | –              | –           | –            | –              | 0      |

 Kandidat hat sich für das Finale qualifiziert.

### Fünftes Halbfinale
Das fünfte Halbfinale (Semifinala 5) fand am 18. Februar 2018, 21:10 Uhr (EET) in Sighișoara statt. Der Journalist Simona Boantă moderierte diesmal im Greenroom.
| Platz | Startnr. | Interpret           | Lied Musik (M) und Text (T)                                                            | Sprache   | Übersetzung (Inoffiziell)     | Juryvoting     | Juryvoting     | Juryvoting  | Juryvoting   | Juryvoting     | Gesamt |
| Platz | Startnr. | Interpret           | Lied Musik (M) und Text (T)                                                            | Sprache   | Übersetzung (Inoffiziell)     | Marian Ionescu | Liliana Ștefan | Nicu Patoil | linca Băcilă | Viorel Gavrilă | Gesamt |
| ----- | -------- | ------------------- | -------------------------------------------------------------------------------------- | --------- | ----------------------------- | -------------- | -------------- | ----------- | ------------ | -------------- | ------ |
| 01.   | 10       | The Humans          | Goodbye M: Alexandru Matei, Alin Neagoe; T: Cristina Caramarcu                         | Englisch  | Auf Wiedersehen               | 12             | 10             | 12          | 12           | 12             | 58     |
| 02.   | 09       | Teodora Dinu        | Fly M: Thomas Reil, Jeppe Reil; T: Thomas Reil, Jeppe Reil, Udo Mechels, Maria Broberg | Englisch  | Fliegen                       | 10             | 12             | 8           | 10           | 10             | 50     |
| 03.   | 04       | Dora Gaitanovici    | Fără tine M/T: Dora Gaitanovici                                                        | Rumänisch | Ohne dich                     | 8              | 8              | 10          | 8            | 8              | 42     |
| 04.   | 06       | Sergiu Bolotă       | Every Little Thing M/T: Sergiu Bolotă                                                  | Englisch  | Jedes kleines Ding            | 5              | 7              | 7           | 4            | 5              | 28     |
| 05.   | 12       | Denisa Trofin       | Tears M/T: Alexandru Luft, Tiberiu Băncilă                                             | Englisch  | Tränen                        | 4              | 5              | 6           | 6            | 7              | 28     |
| 06.   | 08       | Iliana              | I Won't Lie M: George Lazăr, Eduard Taraș; T: Elena Moroșanu                           | Englisch  | Ich werde nicht lügen         | 7              | 4              | 3           | 7            | –              | 21     |
| 07.   | 01       | Manuel Chivari      | Somebody to Love M/T: Michael James Down, Will Taylor                                  | Englisch  | Jemanden zum Lieben           | 2              | 6              | 1           | 5            | 6              | 20     |
| 08.   | 07       | Alexandru Ungureanu | Sail with Me M/T: Alexandru Ungureanu                                                  | Englisch  | Segel mit mir                 | 6              | 3              | 2           | 2            | 4              | 17     |
| 09.   | 11       | SAVE                | All We Need M: Stelian Savu, Vlad Isac; T: Stelian Savu                                | Englisch  | Alles, was wir brauchen       | 3              | 1              | 4           | 3            | 3              | 14     |
| 10.   | 3        | Evermorph           | Live Your Life M: Alin Neagoe, Ciprian Lemnaru; T: Alexandru Rotărescu                 | Englisch  | Lebe dein Leben               | 1              | 2              | 5           | 1            | –              | 09     |
| 11.   | 2        | Maria Suciu         | Sweet Nothing M/T: Mădălin Botezatu                                                    | Englisch  | Süßes Nichts                  | –              | –              | –           | –            | 2              | 02     |
| 12.   | 5        | Tomer Cohen         | Baby You're the Only One M/T: Tomer Cohen                                              | Englisch  | Liebling, du bist die Einzige | –              | –              | –           | –            | 1              | 01     |

 Kandidat hat sich für das Finale qualifiziert.

## Finale

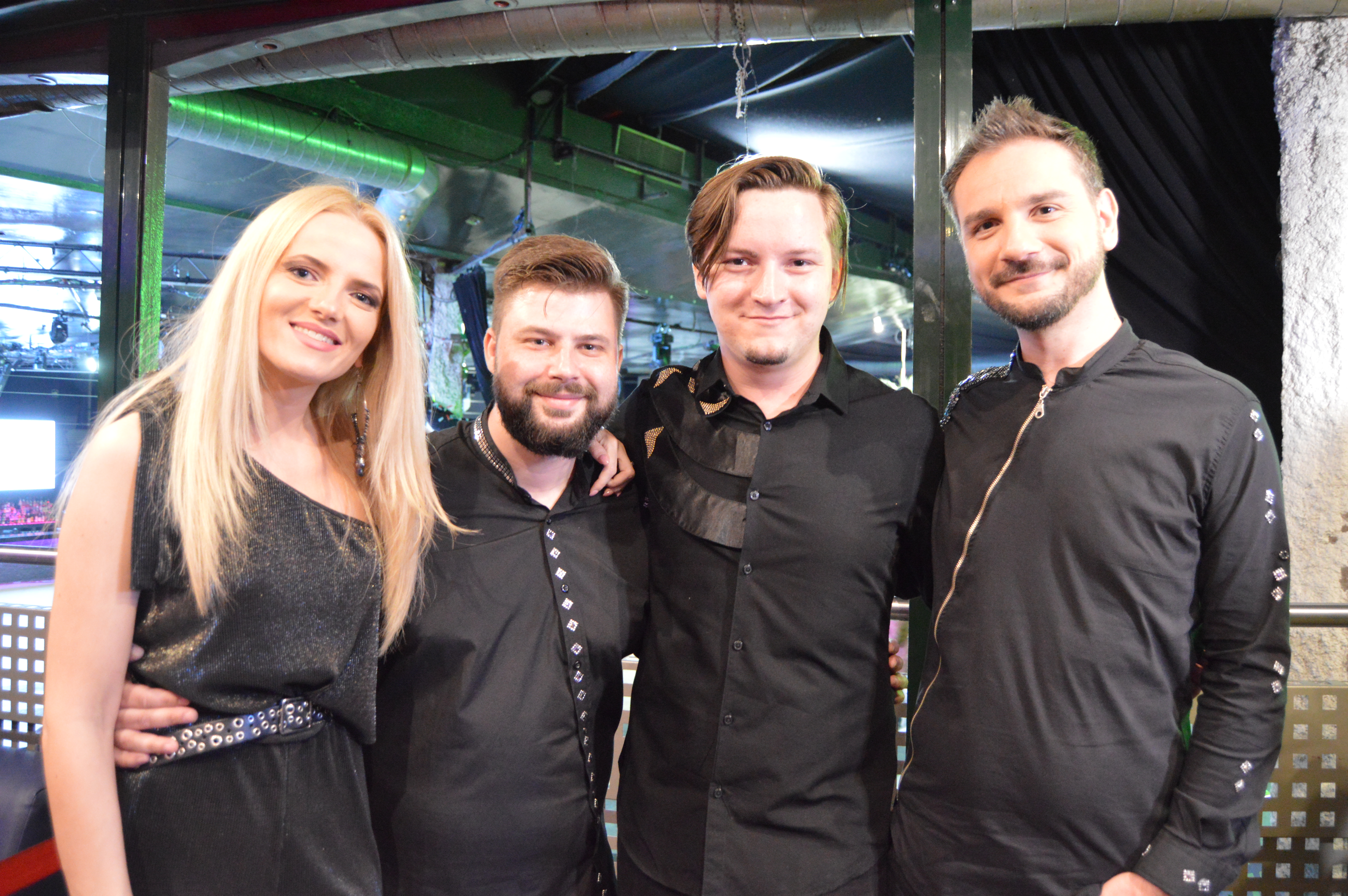
Die Gewinner der rumänischen Vorentscheidung: The Humans

Das Finale fand am 25. Februar 2018, 20:00 Uhr (EET) in der Sala Polivalentă in Bukarest statt. Die Gruppe The Humans gewannen mit ihrem Lied Goodbye die Zuschauerabstimmung mit knapp 18 Prozent der Stimmen. Ioana Voicu und Sonia Argint-Ionescu moderierten im Greenroom.
| Platz | Startnr. | Interpret                       | Lied Musik (M) und Text (T) | Sprache             | Übersetzung (Inoffiziell)   | Zuschauerstimmen (Televoting) | Zuschauerstimmen (Televoting) |
| Platz | Startnr. | Interpret                       | Lied Musik (M) und Text (T) | Sprache             | Übersetzung (Inoffiziell)   | Stimmen                       | %                             |
| ----- | -------- | ------------------------------- | --- | ------------------- | --------------------------- | ----------------------------- | ----------------------------- |
| 01.   | 15       | The Humans                      | Goodbye M: Alexandru Matei, Alin Neagoe; T: Cristina Caramarcu                                                                  | Englisch            | Auf Wiedersehen             | 3.277                         | 17,8 %                        |
| 02.   | 13       | Alexia & Matei                  | Walking on Water M: Mihai Alexandru; T: Alina Todașcă-Dascălu                                                                   | Englisch            | Auf Wasser laufen           | 3.114                         | 16,9 %                        |
| 03.   | 03       | Feli                            | Bună de iubit (Royalty) M: Felicia Donose, Florin Boka, Vlad Popescu, Serban Cazan; T: Cristi Pascu, Dorian Micu, Vlad Munteanu | Rumänisch, Englisch | Guter Liebhaber (königlich) | 2.862                         | 15,6 %                        |
| 04.   | 12       | Jukebox feat. Bella Santiago    | Auzi cum bate M/T: Alex Luft, Bogdan Marinescu, Cristina Dobrescu                                                               | Rumänisch           | Du hörst, wie es klopft     | 1.728                         | 09,4 %                        |
| 05.   | 01       | Rafael & Friends                | We Are One M: Alexandru Nucă, Rafael Ciobotaru; T: Michael James Down, Primož Poglajen, Jonas Gladnikoff                        | Englisch            | Wir sind Eins               | 1.446                         | 07,9 %                        |
| 06.   | 05       | Dora Gaitanovici                | Fără tine M/T: Dora Gaitanovici                                                                                                 | Rumänisch           | Ohne dich                   | 1.415                         | 07,7 %                        |
| 07.   | 10       | MIHAI                           | Heaven M/T: Michael James Down, William Taylor, Jonas Gladnikoff, Mihai Trăistariu                                              | Englisch            | Himmel                      | 1.165                         | 06,3 %                        |
| 08.   | 03       | Claudia Andas                   | The One M: Samuel Bugia Garrido; T: Roxana Elekes                                                                               | Englisch            | Der Eine                    | 0974                          | 05,3 %                        |
| 09.   | 11       | Xandra                          | Try M/T: Michael James Down, Will Taylor, Jonas Gladnikoff                                                                      | Englisch            | Versuchen                   | 0686                          | 03,7 %                        |
| 10.   | 09       | Teodora Dinu                    | Fly M: Thomas Reil, Jeppe Reil; T: Thomas Reil, Jeppe Reil, Udo Mechels, Maria Broberg                                          | Englisch            | Fliegen                     | 0336                          | 01,8 %                        |
| 11.   | 04       | Echoes                          | Mirror M: Liviu Elekes, Claudiu Dănăilă; T: Claudiu Dănăilă, Pavel Petricenco                                                   | Englisch            | Spiegel                     | 0325                          | 01,7 %                        |
| 12.   | 02       | TIRI                            | Deșert de sentimente M/T: Mihail Tirică                                                                                         | Rumänisch           | Wüste der Gefühle           | 0320                          | 01,7 %                        |
| 13.   | 14       | Erminio Sinni & Tiziana Camelin | All the Love Away M: Erminio Sinni, Mauro Goldsand, Alessandro Camponeschi; T: Tiziana Camelin                                  | Englisch            | Die ganze Liebe weg         | 0303                          | 01,6 %                        |
| 14.   | 06       | Eduard Santha                   | Mesom romales M: Alexandru Luft, Eduard Santha; T: Eduard Santha                                                                | Englisch, Romani    | Ich bin Rumäne              | 0293                          | 01,6 %                        |
| 15.   | 07       | Vyros                           | La La La M/T: Vladimir Cioban                                                                                                   | Rumänisch           | La La La                    | 0133                          | 00,7 %                        |